# Mala'ekula
Mala'ekula es el nombre que recibe el cementerios de la familia real tongana. Se ubica en el centro de Nukualofa, Reino de Tonga, un gran recinto  denominado anteriormente Prince Park. Los reyes y sus parientes más cercanos (consortes e hijos) están enterrados allí. Sin embargo, los parientes más lejanos (primos, sobrinos, suegros, etc) están enterrados en otros cementerios o langi.
Mala'ekula está a poca distancia al sur del Palacio real a lo largo del Hala Tu'i (camino de los reyes en tongano). Este camino simboliza el último paso que todo monarca tongano recorrerá tras su reinado, hacia su lugar de descanso. También se conoce como Hala Paini (camino de pinos en tongano) por los pinos Norfolk (un árbol real en Tonga) que fueron plantados por europeos. El cementerio se estableció cuando murió el primer rey de la moderna Tonga, Jorge Tupou I. Su tumba se encuentra en el medio del predio, y puede verse desde los jardines del palacio real.